# 유럽 연합 지식재산권 사무소

스페인의 알리칸테

유럽 연합 지식재산권 사무소(European Union Intellectual Property Office, EUIPO)는 유럽 연합의 인터넷 시장을 위한 상표와 산업 디자인을 등록하는 기관이다. OHIM이 하는 일은 유럽 연합 안에서 CTM(커뮤니티 트레이트 마크)와 커뮤니티 디자인을 관리하고 진전시키는 것이다.
본사는 스페인의 알리칸테에 위치해 있으며 Wubbo de Boer가 이 상표청을 책임진다.

## 사건
EUIPO에는 다음의 사건이 있다:
- 2006년 1월 27일 - 디자인 문제를 다루는 OHIM 전문가 그룹 (OHIM GROUP OF EXPERTS IN DESIGN MATTERS) - 스페인 알리칸테
- 2006년 1월 23일 - 디자인 보호와 등록에 대한 ESADE 콘퍼런스 (스페인 바르셀로나) 브랜드 가치를 증지하기 위한 비즈니스 시각.
- 2006년 1월 23일 - INTA-OHIM 포커스 그룹 원탁 회의(Focus Group Round Table) - 스페인 알리칸테
- 2006년 1월 17일 - ITMA 세미나 - 영국 런던, OHIM의 전자 사업, 그리고 비용 감소와 디자인과 같은 시사 업데이트
- 2006년 1월 12일과 2006년 1월 11일 - 독일 프랑크푸르트에서 미사. 등록 커뮤니티 디자인, 커뮤니티 트레이드 마크의 프로모션.

더 자세한 정보와 자료는 http://oami.europa.eu/en/office/events/를%5B깨진+링크(과거+내용+찾기)%5D 참고하라.

## 같이 보기
- 지적 재산 기구